# Centruroides nitidus
Espèce
Synonymes
- Centrurus nitidus Thorell, 1876
- Centrurus republicanus Karsch, 1879
- Centruroides beynai Schawaller, 1979
- Centruroides nitidus taino Armas & Marcano Fondeur, 1987

Centruroides nitidus est une espèce de scorpions de la famille des Buthidae.

## Distribution
Cette espèce est endémique d'Hispaniola.

## Description
Le mâle syntype mesure 68,25 mm et la femelle syntype 64,5 mm.
Les mâles mesurent de 40 à 70 mm et les femelles de 35 à 60 mm.

## Publication originale
- Thorell, 1876 : « Études Scorpiologiques. » Atti della Societa Italiana di Scienze Naturali, vol. 19, p. 75–272 (texte intégral).